# Barbacana
```

```

|  | Aquest article tracta sobre fortificacions. Si cerqueu voladís de teulada, vegeu «Ràfec». |

|  | No s'ha de confondre amb Porta fortificada. |

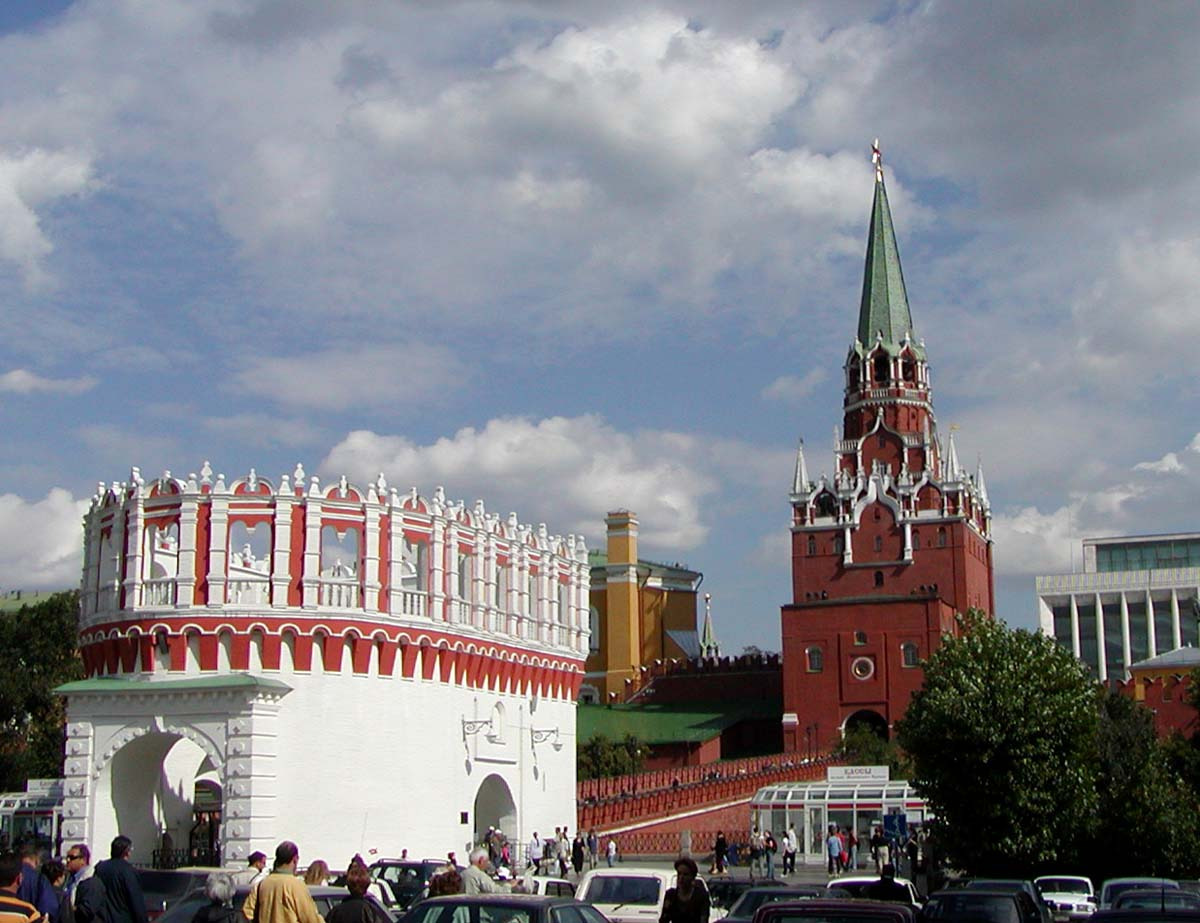
Kremlin: Torres Kutafya ("barbacana") i Troitskaya ("porta fortificada"), amb el pont d'unió sobre el fossat.

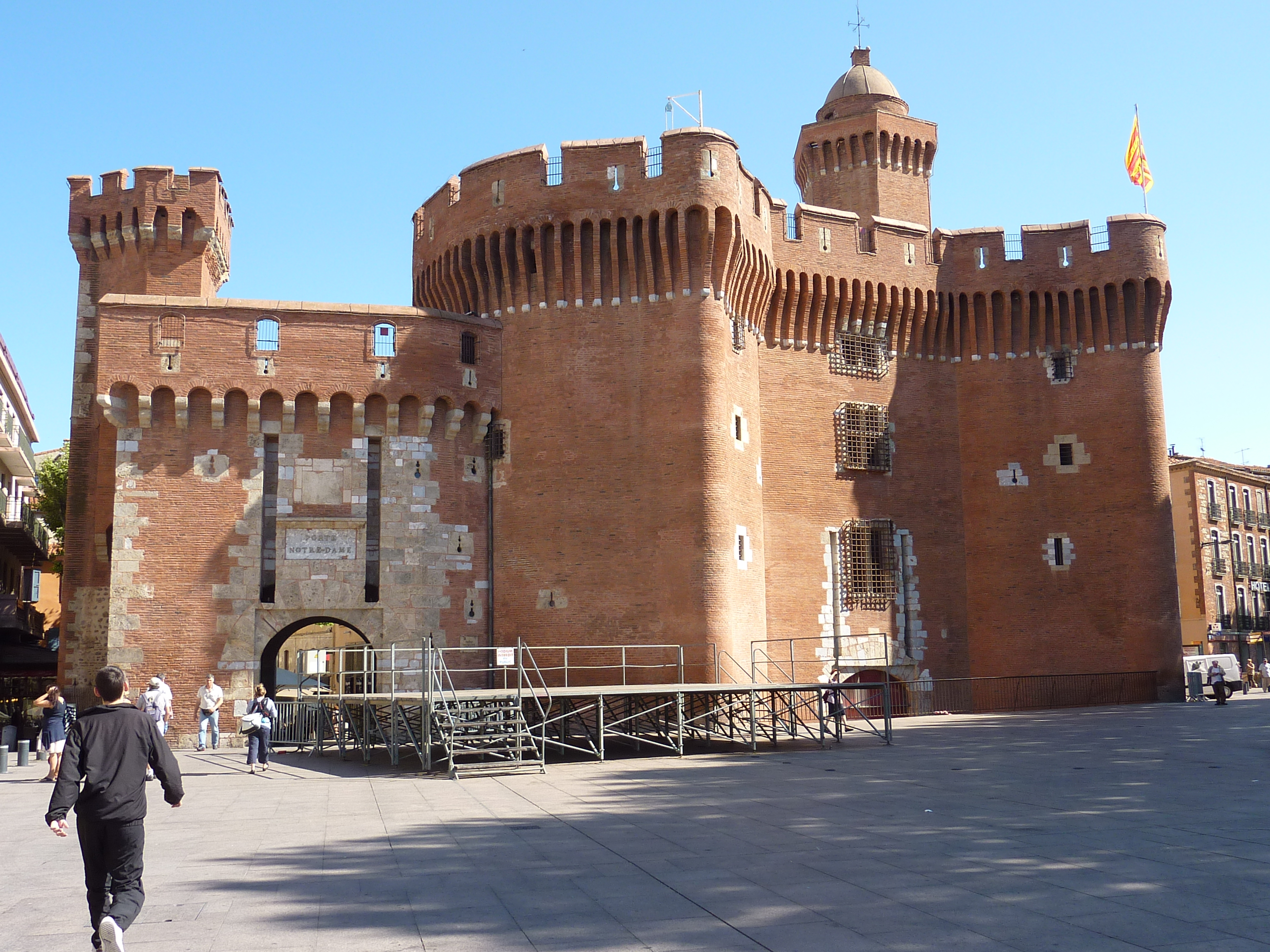
El Castellet de Perpinyà.

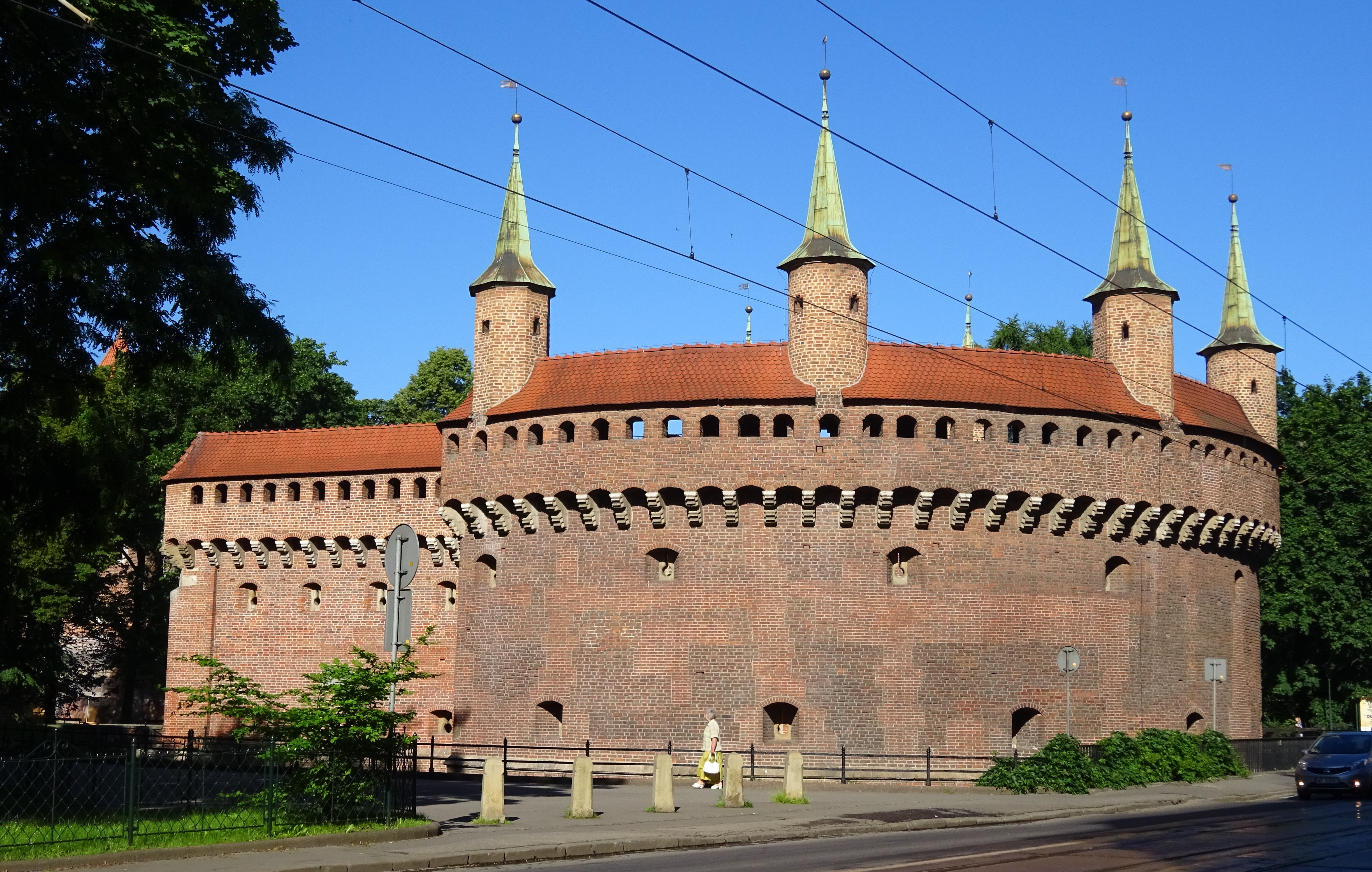
La barbacana de l'antiga muralla de Cracòvia

Una  barbacana  (o castellet), era qualsevol torre situada a sobre una porta o un pont, separada de la muralla, que s'utilitzava per a fins defensius. És a dir, era una estructura defensiva (normalment en forma de torre), que als entorns fortificats i castells medievals estava adossada al mur de contorn o torres de fortificació, avançada i aïllada, situada sobre una porta, poterna o pont que s'utilitzava amb propòsits defensius.
"Si no hi ha fossat o pont no es pot parlar de barbacana, llavors seria simplement una porta fortificada".
El Castellet de Perpinyà n'és un cas palès, ja que es va fer per a substituir la porta dita del Vernet o de Nostra Senyora situada al nord, que dona cap a França, i estava connectat a la ciutat mitjançant un pont llevadís (per tant amb un fossat) que avui dia ja no existeix.
Les  barbacanes  estaven situades generalment fora de la línia principal de defensa i connectades als murs de la ciutat per un camí fortificat. Estaven situades a l'entrada del castell i s'havia de passar per sota la porta, normalment amb un pont llevadís sobre el fossat després de passar-les. Acostumaven a tenir sageteres o espitlleres des d'on la gent de la fortificació es podia defensar dels intrusos.
De vegades aquest tipus de fortificació era només un terraplè adossat al mur al costat de la zona més vulnerable d'un castell o d'una plaça forta. Aquest sistema defensiu es va difondre ja en l'alta edat mitjana pràcticament a tot Europa també per la seva relativa simplicitat de construcció.
Durant la conquesta de València, Jaume I explica al llibre dels fets com lluitant amb els sarraïns: "...ens giraren l'esquena fins a la barbacana...".
Havent estat dirigit a la defensa de construccions militars, hi ha excepcions en les quals les barbacanes estaven com a defensa d'estructures civils més que de suport. L'explicació es troba en el fet que donada la pobresa de les petites poblacions, un terraplè similar representava una solució constructiva simple, ràpida i poc costosa.
Al segle xv amb la millora de les tàctiques militars i l'artilleria, les barbacanes van perdre la seva importància. No obstant això, algunes van ser construïdes encara en el segle xvi.

## Etimologia
Segons Joan Coromines al seu Diccionario crítico etimológico de la lengua castellana, el mot deriva de l'ètim aràbic b-al-baqára (contracció de báb al-báqara), porta de les vaques, perquè la barbacana protegia un recinte situat entre ella i la muralla principal, dins el qual els assetjats guardaven el bestiar destinat a la provisió de carn. El canvi de la terminació -ara en -ana s'explicaria per analogia d'albarrana. En altres llengües europees es manté l'arrel: en italià o francès (barbacane), portuguès (barbacao) i anglosaxó (bargekenning). De fet, en una forma molt arcaica les barbacanes eren també les espitlleres verticals sobre els murs del castell per poder disparar contra l'enemic mantenint-se a cobert. Per extensió el terme en el passat ha estat utilitzat per a designar un altre tipus de fortificacions.

## Topònims
Per la mateixa naturalesa del terraplè, avui alguna zona sovint molt petita o llunyana de centres habitats han pres el nom de barbacana. Només, aquests topònims són situats on antigament sorgia una barbacana en la primera accepció exposada.
A títol d'exemple, a Itàlia hi ha diversos usos de la paraula barbacana:
- Trobem Barbacanes a Florència, Èbola, Spilimbergo, Gargnano
- Hi ha llocs amb el nom Barbacana a: Bra, Pavarolo, Cantarana, Monopoli.
- Riu o torrent Barbacana a Leinì i Settimo Torinese

## Nota
1. ↑  
barbacana a Optimot
2. ↑  Juan Antonio González Cañaveras. Método para apreender por principios la Geografía general y particular antigua y moderna, sagrada y eclesiástica, y la cronología y esfera celeste y terrestre ....  en la oficina de Cano, 1793, p. 327– [Consulta: 31 agost 2011].
3. ↑  Jordi Bruguera. Llibre dels fets: La crònica del rei Jaume.  Editorial Proa, 2008, p. 199–. ISBN 978-84-8437-143-4 [Consulta: 31 agost 2011].
4. ↑  Ponc de Copons. Libre dels feyts esdeuenguts en la uida del molt senyor Rey, En Jacme Lo Conqueridor: tret del M. S. que lonrat en Ponç de Copons ...: 6.  Llibreria d'Alvar Verdaguer, 1874, p. 303–.